# Casio Loopy
Casio Loopy (ルーピー Rūpī), subtítulo My Seal Computer SV-100, é um console de videogame de 32 bits da quinta geração, fabricado pela Casio, e vendido exclusivamente no Japão. Foi lançado em outubro de 1995 ao preço de 25,000¥. É o primeiro console voltado exclusivamente para as meninas como público-alvo.
Possui uma impressora térmica embutida que usa calor para queimar uma imagem em adesivos quimicamente tratados (processo semelhante usado pelo Game Boy Printer, mas não em preto e branco), e assim permite imprimir em cores a tela pausada do jogo num adesivo autocolante. Um acessório opcional, chamado Magical Shop, permite conectar a dispositivos (como VCR, câmera digital, DVD player) para obter imagens dos mesmos, adicionar textos e então imprimir adesivos.[carece de fontes?]
Possui apenas um conector para controle ou mouse, limitando qualquer possibilidade de jogo de duas pessoas.
O Loopy utiliza o microprocessador 32 bits RISC SH-1 (e apenas para comparação, o Sega Saturn que é da mesma geração, utiliza dentre outros microprocessadores, dois SH-2 - que são mais modernos - para processamento, e um SH-1, esse apenas para controle de CD-ROM).
O controle (gamepad) é de tamanho padrão, com um d-pad, 4 botões (A, B, C, D) dispostos em arco (como o gamepad do Neo Geo AES), botão Start, e 2 botões de ombro.
O predecessor do Loopy foi o PV-1000.

## Especificações técnicas

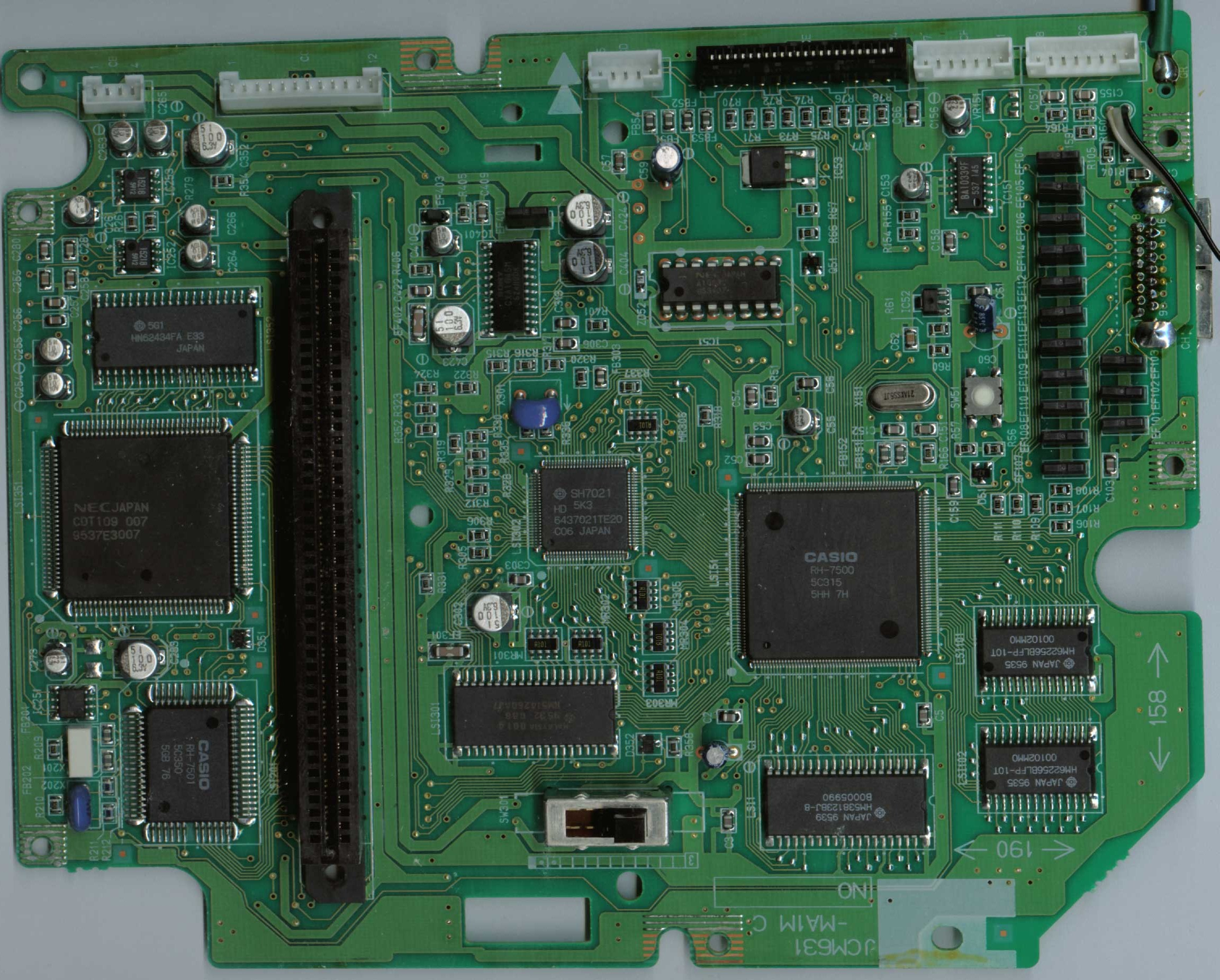
Placa-mãe do Loopy

CPU: Hitachi SH-1 (SH7021) 32 bits de arquitetura RISC.
GPU: RH-7500 - Casio RH-7500 5C315 (QFP208).
Áudio: RH-7501 - Casio RH-7501 5C350 (QFP64). Este é provavelmente o chip de som.
Demodulador de áudio: conversor NEC µPD 6379 2 canais 16-bit D/A para demodulação do sinal de áudio digital (SOIC 8).
Codificador RGB: Sony CXA1645M (RGB -> Vídeo composto) (SOIC 24).
Memória RAM: Hitachi HM514260 256k x 16 DRAM (SOJ40).
Memória VRAM: Hitachi HM538123 128k x 8 Video DRAM multi-portas (SOJ40).
Memória SRAM: Hitachi HM62256 32k x8 SRAM (SOP28).
Controlador da impressora térmica: NEC CDT109 (QFP120).

## Jogos

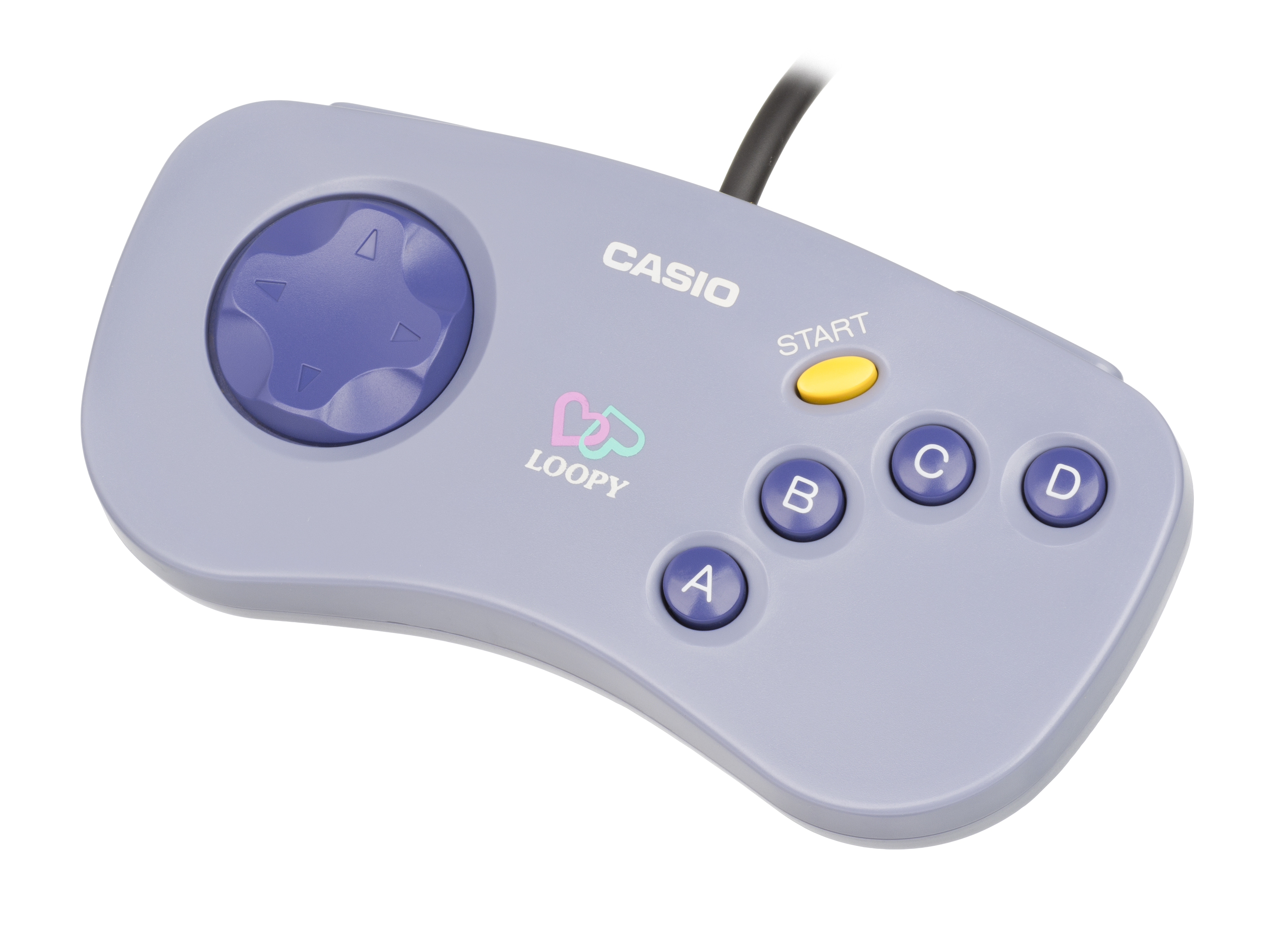
Controle do Casio Loopy.

A biblioteca de jogos do Loopy totaliza apenas 11 jogos, Incluindo Magical Shop (que possui um software embutido):
- Anime Land (あにめらんど Animerando?): P/N XK-401, lançado em 1995 por 6,000¥.[carece de fontes?] Enquadre um retrato de personagem de anime e adicione objetos bonitos ou comida para a janela. Este foi projetado para ser usado principalmente com a impressora.[4]
- Bow-wow Puppy Love Story (わんわん愛情物語 Wanwan Aijō Monogatari?):  P/N XK-501, lançado em 1995 por 7,000¥.[carece de fontes?] Uma aventura do ponto de vista do cachorrinho de uma jovem, chamada "Peach".[4]
- Dream Change: Kokin-chan's Fashion Party (ドリームチェンジ 小金ちゃんのファッションパーティー Dorīmuchenji Kokinchanno Fasshonpātī?):  P/N XK-403, lançado em 1995 por 7,000¥.[carece de fontes?] Um simulação de Makeover, onde a personagem principal quer ser uma modelo de moda.[4]
- HARIHARI Seal Paradise (HARIHARIシールパラダイス HARIHARI Shīru Paradaisu?): P/N XK-402, lançado em 1995 por 6,000¥.[carece de fontes?] Harihari é mais um software de impressão de etiqueta. Adicione uma imagem de um animal, ou escreva uma nota a um amigo.[4]
- I Want a Room in Loopy Town! (ルーピータウンのおへやがほしい! Rūpī Taun no O-heya ga Hoshii!?): P/N XK-504, lançado em 1996.[carece de fontes?] Um simulador de vida, como The Sims. Trabalhe na cidade Rupi para poder arcar com a compra de bens diversos. Compre móveis para fazer uma casa de sonho. Este também usa o mouse.[4]
- Little Romance (リトルロマンス Ritoru Romansu?): P/N XK-503, lançado em 1996.[carece de fontes?] Um simulador de namoro, onde a personagem principal interage com os outros para construir relacionamentos e alterar emoções.[4]
- Lupiton's Wonder Palette (ルピトンのワンダーパレット Rupiton no Wandāparetto?): P/N XK-701, lançado em 1996.[carece de fontes?] O filho de um anjo, Lupiton, é amigo de sua personagem. Jogue através de seu mundo de livro de colorir interativo, adicionando cenário do mundo real, e adicionando cores. Este jogo também funciona com o mouse, Magical Shop, e a impressora.[4]
- Chakra-kun's Charm Paradise (チャクラくんのおまじないパラダイス Chakurakun no Omajinai Paradaisu?): P/N XK-405, lançado em 1997.[carece de fontes?] Misture e faça feitiços e magias.[4]
- Caricature Artist (似顔絵アーティスト Nigaoe Ātisuto?):  P/N XK-404, lançado em 1995 por 7,000¥.[carece de fontes?] Faça doodle em modelos faciais para fazer um retrato. Este software oferece controle mais preciso do que "Anime Land", e também pode ser impresso em etiquetas.[4]
- PC Collection (パソコン・コレクション Pasokon Korekushon?):  P/N XK-502, lançado em 1996.[carece de fontes?] Um dos títulos que usam o mouse. Este é um conjunto de software com funções para processamento de texto, desenho, composição de música, leituras de astrologia, e muito mais. Dez aplicações, incluindo um mini-jogo estão incluídos.[4]
- Magical Shop (マジカルショップ Majikaru Shoppu?): P/N XK-700, lançado em 1995 por 14,800¥.[carece de fontes?]  Magical Shop é o título mais original disponível para o Loopy. O cartucho tem entradas de vídeo e funciona como uma placa de captura para obter uma imagem de algum dispositivo (como câmera digital, gravador de vídeo ou VCR). Essa imagem pode ser manipulada para adicionar uma nota e imprimi-lo em uma etiqueta.[4]

## Emulação
MESS supostamente emula o Casio Loopy (inclusive a impressora), mas o site oficial do MESS não o lista como suporte atualmente. No site oficial, o mais próximo disso é uma pequena lista de jogos do Loopy que precisam ser abandonados.